# Trichura viridis
Trichura viridis là một loài bướm đêm thuộc phân họ Arctiinae, họ Erebidae.